# Training Wheels (Melanie Martinez)
Training Wheels è un brano musicale della cantautrice statunitense Melanie Martinez, settima traccia del suo concept album d'esordio Cry Baby, rilasciato in tutto il mondo il 14 agosto 2015 sotto le etichette discografiche Atlantic Records e Warner/Chappell Music, per lei entrate in collaborazione. La canzone ha una sintonia composta prevalentemente da carillon ed elementi elettronici particolarmente leggeri e rilassanti, seguendo il genere caratteristico della Martinez, e si tratta principalmente di una ballata d'amore alternativa in cui la cantante dimostra di essere sensibile e profonda proprio come il suo alter-ego Cry Baby.
Per la canzone, seppur non sia stata pubblicata come singolo, è stato registrato un videoclip "double feature", con Soap, caricato sul canale ufficiale YouTube della Martinez il 18 novembre 2015, che ad inizio ottobre 2016 conta oltre undici milioni di visualizzazioni.

## Il brano
Training Wheels, dalla durata di tre minuti e venticinque secondi, scritta da Melanie Martinez e Scott Hoffman e prodotta da Babydaddy, è la settima traccia di Cry Baby, e, trattandosi questi di un concept album che si basa sulla storia della bambina Cry Baby (in italiano "frignona" o "piagnona"), fa parte della trama principale del lavoro discografico, è preceduta e succeduta rispettivamente dai singoli Soap e Pity Party, e come il resto dei capolavori firmati Martinez, presenta un genere ed un'idea originale, con una base formata da giochi per bambini, come carillon, e anche da sintetizzatori, e si può considerare una ballata alternativa. 
Il testo, che ha richiesto, come da lei dichiarato, soltanto venti minuti alla performer per scriverlo, affronta l'amore provato da Cry Baby per il personaggio fittizio di Johnny, paragonando la loro relazione amorosa ad una bicicletta ancora con le rotelle, nonostante la compagna voglia passare allo step successivo e rimuoverle dalla bici. In un'intervista la cantautrice ha affermato:
Nella versione "pulita", ovvero senza linguaggio scurrile o riferimenti a sfondo sessuale, il verso del ritornello "When you call me fucking dumb for the stupid shit I do" è stato sostituito dall'espressione "When you call me really dumb for the stupid things I do", mentre il resto del testo è rimasto invariato.
Training Wheels è presente nella quindicesima pagina dello storybook digitale incluso nella versione standard di Cry Baby, con un'illustrazione realizzata da Chloe Tersigni, della bambina con una chiave inglese, appoggiata alla bici con le rotelle su cui è Johnny, ed è descritta con una quartina:

## Video musicale
Il video musicale, detto "double feature", in quanto contiene due canzoni per intero al suo interno (Training Wheels e Soap), caricato il 18 novembre 2015, diretto e ideato principalmente dalla Martinez, supportata da professionisti di cinematografia, effetti speciali, stilisti, editor, e produttori, dura otto minuti e tredici secondi, in cui appare anche l'attore Eliseu Junior, il quale interpreta Johnny, è ambientato in varie location, prima una vasca da bagno piena zeppa di bolle di sapone, poi un giardino, di fronte ad una staccionata con dei fiori, ed infine in un bosco, dove Cry Baby cerca di convincere il suo adorato ragazzo di andare in bicicletta senza le rotelle di supporto, e poi rimuovendosi, in seguito a svariate scene d'amore e di danza, la gonna, lasciando intendere quale per lei sia il passo successivo della loro relazione, nonostante Johnny si copra gli occhi con le mani.